# Fortuna '54

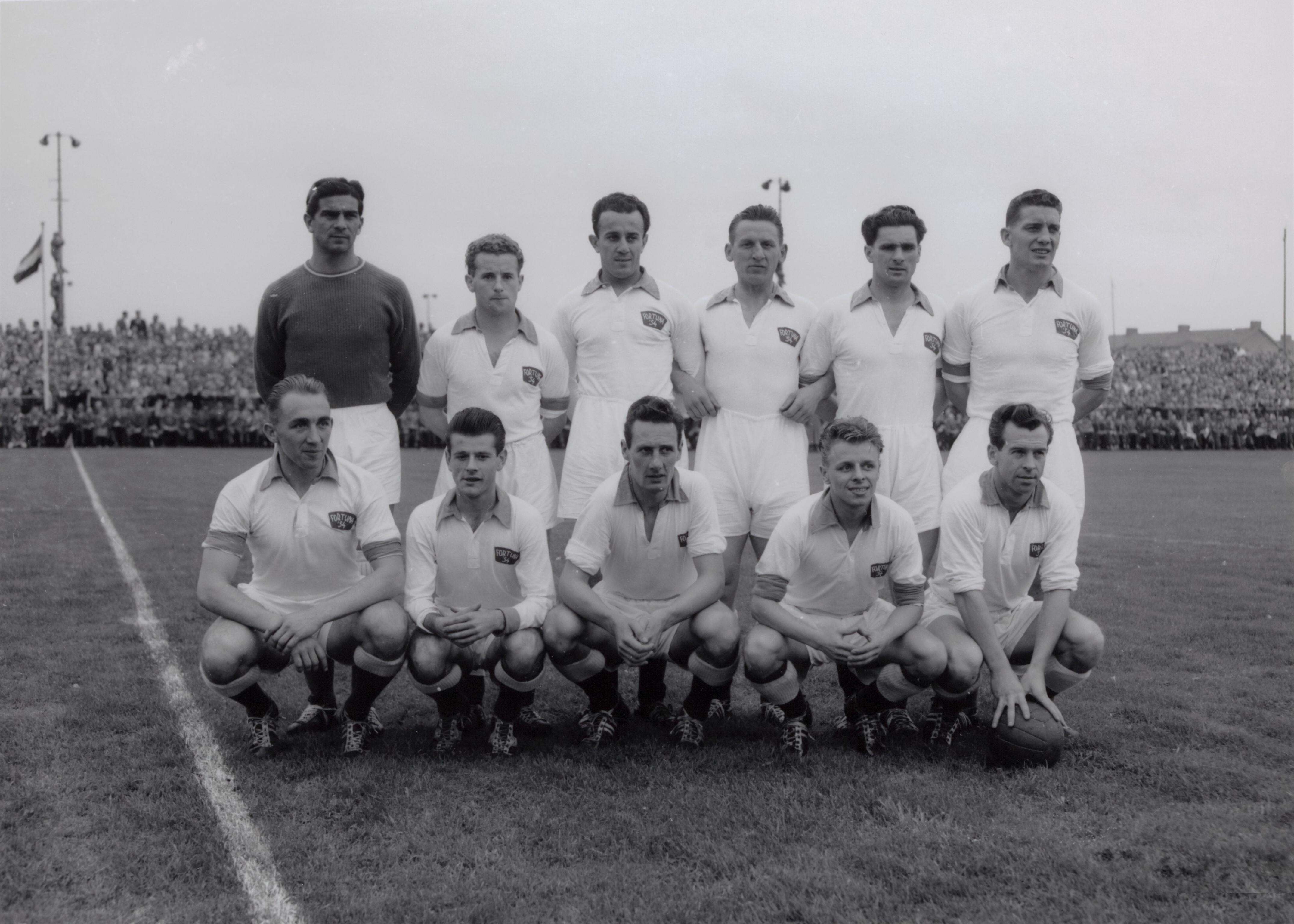
Elftal van Fortuna '54 in 1956

Fortuna '54 is een voormalige Nederlandse voetbalclub. De club speelde zijn thuiswedstrijden in het Mauritsstadion in Geleen. In 1968 fuseerde Fortuna met Sittardia tot de Fortuna Sittardia Combinatie (FSC, later hernoemd in Fortuna Sittard).

## Geschiedenis
Fortuna '54 werd in 1954 opgericht door aannemer Gied Joosten en werd direct een betaaldvoetbalclub van Nederland. De vereniging speelde in 1954 in de NBVB-competitie en de eerste trainingen werden gehouden in het Geleense Burgemeester Damensportpark en stonden onder leiding van de Hongaar József Veréb. Na enkele maanden echter zag de KNVB in dat de ontwikkelingen rond het semiprof voetbal niet waren tegen te gaan en kwam men na onderhandelingen met de NBVB overeen dat beider competities werden samengevoegd.
In 1958 werd de in 1926 opgerichte voetbalclub SV Maurits, de bedrijfsvoetbalclub van de eveneens in 1926 geopende Staatsmijn Maurits in Geleen, opgenomen in Fortuna '54. SV Maurits was op dat moment de voornaamste bespeler van het in 1949 geopende Mauritsstadion en speelde ook meermaals op het hoogste zuidelijke voetbalniveau. Maurits werd in 1957 kampioen van Nederland bij de zondagamateurs na een kampioenscompetitie met Velox Utrecht en Be Quick Zutphen. Fortuna verzuimde echter om de uit dat elftal voortkomende talenten Pierre Kerkhoffs en Ger Donners aan zich te binden.
Joosten bouwde het team op door verschillende gelouterde spelers naar Geleen te halen. In de jaren vijftig werden de Nederlandse internationals Frans de Munck, Cor van der Hart, Bram Appel, Bart Carlier, Henk Angenent en Faas Wilkes aangetrokken, alsmede de Luxemburger Spitz Kohn en de Belg André Piters. Uit de eigen regio kwam international Jan Notermans en Jean Munsters. Trainer was de Oostenrijker Friedrich Donenfeld. Ondanks het semi-professionele karakter van het Nederlands betaald voetbal in deze periode, waren er voor deze spelers huizen beschikbaar en werden ze vaak goed beloond. In seizoen 1956/57 was Fortuna het dichtste bij het behalen van het landskampioenschap, toen het in de eindstand op vier punten achterstand van kampioen Ajax eindigde. In de daaropvolgende seizoenen eindigde de club als vierde en derde.
In 1956/57 en 1963/64 won Fortuna '54 wel de KNVB beker. Als bekerwinnaar speelde de club in het seizoen 1964/65 Europacup II. Fortuna werd in de eerste ronde uitgeschakeld door Torino FC. In de International Football Cup 1965-66 bereikte de club de kwartfinale, die verloren werd van FC Lugano.
In de jaren zestig trad een teruggang in. Ook nieuw aangetrokken spelers als Piet van Rhijn en de Joegoslaaf Alex Petaković waren de 30 ruim gepasseerd. In 1967 was er reeds sprake van een mogelijk samengaan met streekgenoot Sittardia, maar de fusie ketste af. Fortuna wist nieuwe financiële middelen aan te boren en droomde over een nieuwe succesperiode, mede omdat voormalig international Piet Giesen en Bert Theunissen inmiddels naar Geleen waren gekomen. Het seizoen 1967/68 verliep echter desastreus en eindigde met degradatie. Fortuna fuseerde met het eveneens gedegradeerde Sittardia tot FSC. Omdat het hoger geëindigde Xerxes/DHC zich terugtrok uit het betaald voetbal, mocht FSC in de Eredivisie blijven. Een jaar later degradeerde de fusieclub echter alsnog.

## Erelijst
| Nationaal  |    |                  |
| KNVB beker | 2× | 1956/57, 1963/64 |

## Overzichtslijsten

### Competitieresultaten 1954–1968
| 3 B |

| 3 A |

| 2 |

| 4 |

| 3 |

| 14 |

| 15 |

| 12 |

| 12 |

| 7 |

| 6 |

| 9 |

| 14 |

| 17 |

| Eredivisie                 | Hoofdklasse (profniveau) |
| Eerste klasse (profniveau) |                          |

In elke staaf van de grafiek staat van boven naar beneden vermeld: 
- Eindnotering

Dit is de positie die de club heeft bereikt in de competitie, zonder eventuele beslissings-, play-off- of nacompetitiewedstrijden die nodig zijn geweest om bijvoorbeeld de kampioen van de competitie te bepalen.
Indien een * achter het getal staat is de notering een tussenstand en kan het zijn dat de notering niet overeenkomt met de uiteindelijke eindstand van de competitie.
Staat er een - dan is het seizoen nog bezig en is er geen definitieve uitslag bekend.
Staat er xx op de positie van de notering, dan heeft de club vroegtijdig de competitie verlaten. Dit kan onder andere komen door terugtrekking van het team, faillissement van de club of door een uitgedeelde straf van de KNVB. In veel gevallen staat elders in het artikel de reden vermeld.
Staat er een ? dan is het resultaat uit het verleden onbekend, en is alleen de competitie of het niveau bekend van dat seizoen.
In de seizoenen 2019/20 en 2020/21 werd wegens de coronacrisis het amateurvoetbal afgebroken. Daardoor kennen deze staven geen eindklassering (middels -- weergegeven).
- Competitieniveau en afdelingsletter of Officiële eindstand Eredivisie
  - Competitieniveau en afdelingsletter

Hierbij geeft het getal het niveau weer, dat ook terug te vinden is in de legenda. De letter is de afdelingsaanduiding en wordt gebruikt wanneer er meer afdelingen zijn op hetzelfde niveau. De afdelingsletter is altijd een hoofdletter en wordt meestal zonder nummer gebruikt.
Voorbeeld: 2F is niveau 2e klasse competitie F.
Het competitieniveau en nummer wordt niet vermeld wanneer er slechts één competitie van dit niveau was.
  - Officiële eindstand Eredivisie (getal staat tussen haakjes vermeld)

Sinds de introductie van play-offwedstrijden voor Europees voetbal na afloop van de reguliere competitie in 2005/06, is de KNVB verplicht een eindstand van de Eredivisie door te geven aan de UEFA aan de hand van deze play-offwedstrijden.
Bij deze eindstand staan clubs die zich hebben gekwalificeerd voor Europees voetbal hoger dan clubs die zich niet wisten te kwalificeren. Indien er geen verschil was tussen de eindnotering en de officiële eindstand, staat dit getal niet vermeld.

- Onderafdeling

Hier staat afgekort de naam van de onderafdeling indien de club in dat jaar in een onderafdeling uitkwam. Tevens staat deze afkorting in de legenda en wordt gelinkt naar het artikel over deze onderafdeling. Deze afkorting wordt alleen vermeld wanneer de club in het verleden in verschillende onderafdelingen heeft gespeeld. Deze vermelding is in de staaf altijd in kleine letters. Deze onderafdelingen zijn na het seizoen 1995/96 afgeschaft. Heeft de club in slechts één onderafdeling gespeeld, dan is dit alleen terug te vinden in de legenda.
Onder de staaf staat het jaartal vermeld waarin het seizoen is afgesloten. 15 verwijst naar het seizoen 2014/15 of eventueel het seizoen 1914/15.
Wanneer een staaf leeg is, zijn deze gegevens niet bekend. Het kan ook zijn dat de club dat seizoen niet heeft meegespeeld op het hogere amateurniveau, vroegtijdig de competitie heeft verlaten of uit de competitie is gezet.

In het seizoen 1944/45 was er wegens de Tweede Wereldoorlog geen regulier competitievoetbal.

### Seizoensoverzichten
| Resultaten van Fortuna '54 sinds de toetreding in het betaald voetbal in 1954 | Resultaten van Fortuna '54 sinds de toetreding in het betaald voetbal in 1954 | Resultaten van Fortuna '54 sinds de toetreding in het betaald voetbal in 1954 | Resultaten van Fortuna '54 sinds de toetreding in het betaald voetbal in 1954 | Resultaten van Fortuna '54 sinds de toetreding in het betaald voetbal in 1954 | Resultaten van Fortuna '54 sinds de toetreding in het betaald voetbal in 1954 | Resultaten van Fortuna '54 sinds de toetreding in het betaald voetbal in 1954 | Resultaten van Fortuna '54 sinds de toetreding in het betaald voetbal in 1954 | Resultaten van Fortuna '54 sinds de toetreding in het betaald voetbal in 1954 | Resultaten van Fortuna '54 sinds de toetreding in het betaald voetbal in 1954 | Resultaten van Fortuna '54 sinds de toetreding in het betaald voetbal in 1954 | Resultaten van Fortuna '54 sinds de toetreding in het betaald voetbal in 1954 | Resultaten van Fortuna '54 sinds de toetreding in het betaald voetbal in 1954                                                                             |
| Seizoen                                                                       | Competitie                                                                    | Competitie                                                                    | Competitie                                                                    | Competitie                                                                    | Competitie                                                                    | Competitie                                                                    | Competitie                                                                    | Competitie                                                                    | Competitie                                                                    | Kwalificatie                                                                  | KNVB beker                                                                    | Bijzonderheid |
| Seizoen                                                                       | Divisie                                                                       | GW                                                                            | W                                                                             | G                                                                             | V                                                                             | PNT                                                                           | DV                                                                            | DT                                                                            | POS                                                                           | Kwalificatie                                                                  | KNVB beker                                                                    | Bijzonderheid |
| ----------------------------------------------------------------------------- | ----------------------------------------------------------------------------- | ----------------------------------------------------------------------------- | ----------------------------------------------------------------------------- | ----------------------------------------------------------------------------- | ----------------------------------------------------------------------------- | ----------------------------------------------------------------------------- | ----------------------------------------------------------------------------- | ----------------------------------------------------------------------------- | ----------------------------------------------------------------------------- | ----------------------------------------------------------------------------- | ----------------------------------------------------------------------------- | --- |
| 1954/55                                                                       | NBVB                                                                          | 11                                                                            | 7                                                                             | 3                                                                             | 1                                                                             | 17                                                                            | 30                                                                            | 21                                                                            | 1e                                                                            | –                                                                             | Geen bekertoernooi                                                            | Fortuna '54 treedt toe tot het betaald voetbal De competitie werd na de fusie van de KNVB en de NBVB niet afgemaakt. Alle teams werden opnieuw ingedeeld. |
| 1954/55                                                                       | Eerste klasse B                                                               | 26                                                                            | 13                                                                            | 5                                                                             | 8                                                                             | 31                                                                            | 46                                                                            | 38                                                                            | 3e                                                                            | Hoofdklasse                                                                   | Geen bekertoernooi                                                            | Fortuna '54 treedt toe tot het betaald voetbal De competitie werd na de fusie van de KNVB en de NBVB niet afgemaakt. Alle teams werden opnieuw ingedeeld. |
| 1955/56                                                                       | Hoofdklasse A                                                                 | 34                                                                            | 16                                                                            | 12                                                                            | 6                                                                             | 44                                                                            | 66                                                                            | 34                                                                            | 3e                                                                            | Eredivisie                                                                    | Geen bekertoernooi                                                            | |
| 1956/57                                                                       | Eredivisie                                                                    | 34                                                                            | 20                                                                            | 5                                                                             | 9                                                                             | 45                                                                            | 76                                                                            | 48                                                                            | 2e                                                                            | –                                                                             | Winnaar                                                                       | – |
| 1957/58                                                                       | Eredivisie                                                                    | 34                                                                            | 16                                                                            | 8                                                                             | 10                                                                            | 40                                                                            | 72                                                                            | 53                                                                            | 4e                                                                            | –                                                                             | 2e ronde                                                                      | – |
| 1958/59                                                                       | Eredivisie                                                                    | 34                                                                            | 17                                                                            | 10                                                                            | 7                                                                             | 44                                                                            | 56                                                                            | 47                                                                            | 3e                                                                            | –                                                                             | 4e ronde                                                                      | – |
| 1959/60                                                                       | Eredivisie                                                                    | 34                                                                            | 11                                                                            | 8                                                                             | 15                                                                            | 30                                                                            | 67                                                                            | 81                                                                            | 14e                                                                           | –                                                                             | Geen bekertoernooi                                                            | – |
| 1960/61                                                                       | Eredivisie                                                                    | 34                                                                            | 8                                                                             | 10                                                                            | 16                                                                            | 26                                                                            | 52                                                                            | 69                                                                            | 15e                                                                           | –                                                                             | Groepsfase                                                                    | – |
| 1961/62                                                                       | Eredivisie                                                                    | 34                                                                            | 11                                                                            | 9                                                                             | 14                                                                            | 31                                                                            | 57                                                                            | 61                                                                            | 12e                                                                           | –                                                                             | 3e ronde                                                                      | – |
| 1962/63                                                                       | Eredivisie                                                                    | 30                                                                            | 12                                                                            | 4                                                                             | 14                                                                            | 28                                                                            | 44                                                                            | 54                                                                            | 12e                                                                           | –                                                                             | 4e ronde                                                                      | – |
| 1963/64                                                                       | Eredivisie                                                                    | 30                                                                            | 10                                                                            | 10                                                                            | 10                                                                            | 30                                                                            | 50                                                                            | 48                                                                            | 7e                                                                            | Europacup II                                                                  | Winnaar                                                                       | – |
| 1964/65                                                                       | Eredivisie                                                                    | 30                                                                            | 13                                                                            | 5                                                                             | 12                                                                            | 31                                                                            | 44                                                                            | 49                                                                            | 6e                                                                            | International Football Cup                                                    | 1e ronde                                                                      | – |
| 1965/66                                                                       | Eredivisie                                                                    | 30                                                                            | 9                                                                             | 8                                                                             | 13                                                                            | 26                                                                            | 36                                                                            | 54                                                                            | 9e                                                                            | –                                                                             | Groepsfase                                                                    | – |
| 1966/67                                                                       | Eredivisie                                                                    | 34                                                                            | 8                                                                             | 9                                                                             | 17                                                                            | 25                                                                            | 44                                                                            | 66                                                                            | 14e                                                                           | –                                                                             | 1e ronde                                                                      | – |
| 1967/68                                                                       | Eredivisie                                                                    | 34                                                                            | 6                                                                             | 13                                                                            | 15                                                                            | 25                                                                            | 37                                                                            | 70                                                                            | 17e                                                                           | –                                                                             | Groepsfase                                                                    | Fortuna '54 fuseert met Sittardia en gaat verder onder de naam Fortuna SC                                                                                 |

### In Europa
Uitslagen vanuit gezichtspunt Fortuna
 #Q = #voorronde, #R = #ronde, Groep = groepsfase, 1/8 = achtste finale, 1/4 = kwartfinale, 1/2 = halve finale, T/U = Thuis/Uit, W = Wedstrijd, PUC = punten UEFA-coëfficiënten .
| Seizoen | Competitie                 | Ronde    | Land                 | Club                    | Totaalscore | 1e W    | 2e W    | PUC |
| ------- | -------------------------- | -------- | -------------------- | ----------------------- | ----------- | ------- | ------- | --- |
| 1964/65 | Europacup II               | 1R       | Vlag van Italië      | AC Torino               | 3–5         | 1–3 (U) | 2–2 (T) | 1.0 |
| 1965/66 | International Football Cup | Groep A2 | Vlag van Duitsland   | FC Kaiserslautern       | 3–2         | 2–0 (T) | 1–2 (U) | 0.0 |
|         |                            |          | Vlag van Zweden      | Djurgårdens IF          | 4–0         | 3–0 (T) | 1–0 (U) | 0.0 |
|         |                            |          | Vlag van Zwitserland | Grasshopper Club Zürich | 3–1         | 2–1 (T) | 1–0 (U) | 0.0 |
|         |                            | 1/4      | Vlag van Zwitserland | FC Lugano               | 1–2         | 1–1 (T) | 0–1 (U) | 0.0 |

### Spelers
- Johan Adang
- Henk Angenent
- Bram Appel
- Ed Belski
- Peter Benen
- Bart Carlier
- Wim Dormans
- Cor van der Hart
- André Hofman
- Wim Huis
- Spitz Kohn
- Frans de Munck
- Jean Munsters
- Jan Notermans
- Arie Pieneman
- André Ravestijn
- Faas Wilkes

### Topscorers
- 1954/55:  Jo Dingena (13)
- 0000000  Henk Angenent (23)
- 1955/56:  Henk Angenent (16)
- 1956/57:  Henk Angenent (22)
- 1957/58:  Bram Appel (20)
- 1958/59:  Henk Angenent (17)
- 1959/60:  Spitz Kohn (20)
- 1960/61:  Spitz Kohn (13)
- 1961/62:  Spitz Kohn (15)
- 1962/63:  Spitz Kohn (15)
- 1963/64:  Piet van Rhijn (12)
- 1964/65:  Spitz Kohn (19)
- 1965/66:  Chris Coenen (7)
- 1966/67:  Uwe Fischer (12)
- 1967/68:  Uwe Fischer (11)

### Trainers
- 1954–1955:  József Veréb
- 1955–1957:  Friedrich Donenfeld
- 1957–1958:  Bram Appel
- 1958–0000:  Harrie Verhardt (tot dec.)
- 1958–1959:  Wim Latten (vanaf dec.)
- 1959–1961:  Friedrich Donenfeld
- 1961–1963:  Jung Schlangen[1]
- 1963–1965:  Wim Latten
- 1965–1966:  Max Schirschin
- 1966–1967:  Karl-Heinz Marotzke
- 1967–1968:  Wim Latten (tot dec.)
- 0000000000 Bram Appel (dec.-apr.)
- 1968–0000:  Henk Reuvers (a.i. april-juni)